# Атлас III
Атлас III е американска ракета-носител използвана в периода 2000 – 2005 г. Произведена е от Локхийд Мартин и е част от семейството ракети Атлас.

## Характеристика
Атлас III се състои от две степени. Първата степен е нова, а втората е Кентавър, която се използва в повечето американски ракети-носители след 1960 г., а както и днес в ракети Атлас V и Делта. Първата степен са руските двигатели РД-180, който се използват и в Атлас V. Тези двигатели се произвеждат в САЩ с лиценз даден на компания Pratt & Whitney. Атлас III е произведена в две версии. Базовата разработка е Атлас ІІІА, а Атлас ІІІБ е втората версия, която има двоен двигател на втората степен Кентавър.

## История на изстрелванията
Първият полет на ракетата се състои на 24 май 2000 г. С този полет е изведен френския комуникационен спътник Eutelsat в геостационарна орбита. Най-много изстрелвания са направени от ракетен комплекс 36Б на космодрум Кейп Канаверал. Последния полет на ракетата е на 3 февруари 2005 г., а товарът е класифициран като секретен.
| № | Дата             | Конфигурация    | Товар                                       | Резултат |
| - | ---------------- | --------------- | ------------------------------------------- | -------- |
| 1 | 24 май 2000      | Атлас III-А     | Eutelsat W4                                 | Успех    |
| 2 | 21 февруари 2002 | Атлас III-Б-ДЕК | Echostar 7                                  | Успех    |
| 3 | 13 март 2003     | Атлас III-А     | MBSat 1                                     | Успех    |
| 4 | 12 април 2003    | Атлас III-Б-СЕК | AsiaSat 4                                   | Успех    |
| 5 | 18 декември 2003 | Атлас III-Б-СЕК | UFO 11 (USA 174)                            | Успех    |
| 6 | 3 февруари 2005  | Атлас III-Б-СЕК | NOSS-3 3A (USA 181) / NOSS-3 3B (USA 181-2) | Успех    |

## Галакси Експрес
Ракетата GX се разработва от Галакси Експрес Корпорейшън и ще използва двете степени на Атлас III. Ракетата ще бъде изстреляна от космически център Танигашима, южно от провинция Кюшу в Япония. Предвижда се първият полет да бъде направен през лятото на 2010 г.